# Ломбардцы в первом крестовом походе
Ломбардцы в первом крестовом походе (итал. I Lombardi alla prima crociata) — опера Джузеппе Верди в 4 действиях, 11 картинах на либретто поэта, писателя и композитора Темистокле Солера, базирующееся на одноимённой эпической поэме «I Lombardi alla prima crociata» ломбардского поэта Томмазо Гросси.
Премьера состоялась в Ла Скала в Милане 11 февраля 1843 года. Верди посвятил её Марии-Луизе Австрийской.
В 1847 году это произведение было существенно переработано для постановки на французском языке в Парижской опере под названием Иерусалим, после чего стало первой большой оперой Верди.

## История создания
Огромный успех оперы Верди «Набукко» на либретто Темистокле Солеры привлек к композитору внимание Милана. Аристократы и буржуа, певцы и художники, поэты и издатели начинают искать его общества. Доницетти с одобрением отзывается о новом сочинении 29-летнего автора, три года назад начавшего оперную карьеру. Россини, более 10 лет почивавший на лаврах, дружески принял Верди в Болонье. В том же 1842 году импресарио Ла Скала Б. Мерелли заказал Верди новую, четвёртую оперу. Либреттистом вновь выступил Солера, уже в молодые годы завоевавший популярность своими поэмами, романами, либретто и даже операми, одна из которых была поставлена в Ла Скала. На протяжении почти 10 лет, начиная с первой оперы, он создал для Верди 5 либретто, вдохновлённых идеями освободительной борьбы.
В данном случае Солеру вдохновила на создание либретто одноимённой оперы поэма «Ломбардцы в первом крестовом походе» Томмазо Гросси (1791—1853) — одного из ведущих писателей первой половины XIX века, обновивших итальянскую литературу. Издав ряд романтических поэм и драм на легендарные сюжеты, в центре которых лежали любовные истории, автор в течение пяти лет стал модным поэтом. Его называли «Беллини итальянской поэзии». В 1826 году появилось главное произведение Гросси — большая эпическая поэма «Ломбардцы в первом крестовом походе», имевшая неслыханный успех. В ней был использован тот же сюжет, что и в знаменитом «Освобождённом Иерусалиме» Торквато Тассо, великого итальянского поэта XVI века. По сути, это было поэтическое повествование о столкновении Европы с Азией, христианства с исламом. В 1095 году папа римский Урбан II во французском городе Клермоне призвал христиан освободить Гроб Господень из рук неверных. На следующий год в Константинополе собралось около 300 тысяч человек. Больше всего крестоносцев было из разных областей Франции, Италия была представлена не Ломбардией, а Сицилией. В октябре 1097 года началась осада Антиохии, находившейся тогда под властью турок, и в июне следующего года ею овладел прибывший из Сицилии Боэмунд Тарентский, — один из вождей Первого крестового похода. 7 июня 1099 года крестоносцам открылся Иерусалим, который был взят 15 июля.
Работа над «Ломбардцами» заняла у Верди меньше года. Отдельные акты он снабдил заголовками. Премьере предшествовала борьба с цензурой, требовавшей убрать религиозные процессии и молитвы. Верди отказался что-либо переделывать. С трудом импресарио удалось добиться от цензора разрешения на постановку, а также убедить композитора согласиться заменить в I акте в молитве слова Ave Maria на Salve Maria. Всё это подогрело интерес публики, и в день премьеры 11 февраля 1843 года толпа стала собираться у театра Ла Скала уже в три часа дня. Спектакль имел не меньший успех, чем год назад «Набукко», и упрочил положение Верди как первого композитора Италии. В 1847 году для постановки в Париже он сделал новую редакцию «Ломбардцев» под названием «Иерусалим» на значительно изменённый французский текст.

## История постановок
XIX век
Джулиан Будден отмечает, что «на протяжении многих лет Ломбардцы пользуются такой же популярностью, как и Набукко», но утверждает, что опера не прижилась в Италии и в основном ставилась за границей. Однако это произведение было первой оперой Верди, поставленной в Соединённых Штатах, — 3 марта 1847 года в Нью-Йорке. Ранее, 12 мая 1846 года, прошла премьера в Великобритании в Театре Её Величества в Лондоне. Верди, получив от театрального импресарио Бенджамина Люмли предложение приехать, ответил: «…Я поеду в Лондон, чтобы написать оперу»; но из-за болезни его планам не суждено было осуществиться.
Движение к объединению Италии 1850-х годов повлияло на известность оперы: Ломбардцы пробуждали в людях патриотизм. Однако, несмотря на это, в 1865 году после просмотра постановки Арриго Бойто сказал, что опера начинает устаревать.

## Роли
| Роль                                                                                         | Голос   | Исполнитель на премьерном показе 11 февраля 1843 года (дирижёр — Эудженио Каваллини) |
| -------------------------------------------------------------------------------------------- | ------- | ------------------------------------------------------------------------------------ |
| Арвино, сын синьора Фолько                                                                   | тенор   | Джованни Сивери                                                                      |
| Пагано, сын синьора Фолькo                                                                   | бас     | Проспер Деривис                                                                      |
| Виклинда, жена Арвино                                                                        | сопрано | Тереза Руджери                                                                       |
| Джизельда, дочь Арвино                                                                       | сопрано | Эрминия Фреццолини                                                                   |
| Оронте, сын Аччано                                                                           | тенор   | Карло Гуаско                                                                         |
| Аччано, правитель Антиохии                                                                   | бас     | Луиджи Варио                                                                         |
| София, жена Аччано                                                                           | сопрано | Амалия Гандалья                                                                      |
| Пирро, оруженосец Арвино                                                                     | бас     | Гаэтано Росси                                                                        |
| Приор Милана                                                                                 | тенор   | Наполеоне Маркони                                                                    |
| Жители Милана, дворцовая охрана, крестоносцы, паломники, монахини, разбойники, рабыни, воины |         |                                                                                      |

## Сюжет
Время: 1096—1097 годы
Место: Милан, Антиохия, местность неподалёку от Иерусалима

### Акт 1: Месть
Сцена 1: Площадь перед церковью Сант-Амброджо в Милане.
Примирение двух сыновей синьора Фолько, Пагано и Арвино, когда-то враждовавших из-за девушки по имени Виклинда. Пагано, тогда чуть не убивший брата, вернулся из изгнания. В церкви Сант-Амброджо собирается на праздник толпа. Виклинда, теперь жена Арвино, и её дочь Джизельда засвидетельствуют примирение. Уже объявлено о походе в Святую землю, и Арвино собирается возглавить его. Пагано тайно рассказывает Пирро, оруженосцу Арвино, о том, что он не раскаялся; он по-прежнему любит Виклинду (Sciagurata! hai tu creduto / «Ничтожная женщина! Поверила, что я мог тебя забыть?..»). Под звуки пения монахинь Пирро и его воины соглашаются помочь Пагано украсть Виклинду.
Сцена 2: Дворец Фолько
Виклинда и Джизельда не верят раскаянию Пагано. Арвино просит их навестить его престарелого отца, синьора Фолько, ночующего в покоях дворца. Джизельда молится (Ария: Salve Maria / «Радуйся, Мария!»). Пирро, Пагано и их воины нападают на дворец. Пагано обнажает меч и отправляется в комнаты Арвино. Возвращается он с уже окровавленным мечом и пытается увлечь за собой Виклинду. Внезапно появляется Арвино, и Пагано потрясён, узнав, что убил своего отца, а не брата (Orror! / «Адом рожденный, чудовище…»). Толпа требует смерти Пагано, но Джизельда выступает против кровопролития. Пагано снова отправляется в изгнание.

### Акт 2: Человек из пещеры
Сцена 1: Дворец Аччано в Антиохии
Властитель Антиохии Аччано и правители других прилегающих территорий организовали сопротивление крестоносцам. Они захватили в плен Джизельду, которая сейчас помещена в гарем Аччано. Появляются жена Аччано София (тайная христианка) и их сын Оронт. Оронт влюбился в пленницу Джизельду (ария: La mia letizia infondere / «Всю радость мою безмерную хотел бы влить ей в сердце»). Юноша признаётся матери, что его сердце принадлежит этой девушке, которая пленила его своей чистотой (Come poteva un angelo! / «Как могли небеса создать такого чистого ангела!»). София с радостью видит, что его чувства к Джизельде могут помочь обратить сына в христианство.
Сцена 2: Пещера на склоне горы в Антиохии
Отшельник ждёт прихода крестоносцев. К нему в пещеру приходит человек и просит отпустить ему грехи. Это Пирро, который теперь служит Аччано и контролирует охрану ворот Антиохии. Отшельник говорит Пирро, что тот добьётся прощения, если поможет крестоносцам и откроет им ворота. Затем появляются крестоносцы во главе с Арвино. Они рассказывают отшельнику о том, что дочь Арвино похищена воинами Аччано. Отшельник собирается помочь им взять Антиохию.
Сцена 3: Гарем Аччано
Рабыни из гарема насмехаются над любовью Джизельды к Оронту. Джизельда молится (ария Oh madre, dal cielo / «О, мать моя, с небес помоги мне в моей печали»); в это время раздаются крики, извещающие о том, что крестоносцы захватили Антиохию. Прибежавшая София рассказывает, что её муж и сын убиты. Также в сопровождении отшельника появляется Арвино, и София указывает на него как на убийцу её близких. Когда тот пытается обнять Джизельду, она в ужасе отшатывается от отца. И заявляет, что этот поход не был волей божьей. Арвино хочет убить свою дочь за богохульство, но отшельник и София останавливают его. Арвино признаёт, что его дочь сошла с ума.

### Акт 3: Обращение в новую веру
Сцена 1: Долина Иосафата неподалёку от Иерусалима
Крестоносцы, а с ними и христианские паломники поют о красоте Святой земли и Иерусалима. Джизельда гуляет вдали от лагеря своего отца. Внезапно появляется Оронт: оказывается, Арвино его не убил, а только ранил. Джизельда и Оронт решают бежать вместе (дуэт: Oh belle, a questa misera / «О, прекрасные ломбардские шатры, скажите „прощай“ несчастной деве!»).
Сцена 2: Палатка Арвино
Арвино в ужасе от предательства дочери. В это время приходят солдаты, которые  сообщают, что в лагере они видели Пагано, и требуют захватить его в плен и предать смерти. Арвино согласен на это.
Сцена 3: Грот рядом с Иорданом
После скрипичной прелюдии появляются Джизельда и Оронт. Оронт тяжело ранен, и Джизельда горько плачет о жестокости бога. Появляется отшельник. Он говорит Джизельде и Оронт, что их любовь греховна и может быть очищена только принятием Оронт христианства и крещением. Отшельник проводит обряд, а Джизельда плачет, видя, как у неё на руках умирает Оронт, обещающий, что они встретятся на небе (трио: Qual volutta trascorrere / «Какое блаженство ощущать, как она пробегает по жилам»).

### Акт 4: Святая могила
Сцена 1: Пещера рядом с Иерусалимом
В мечтах Джизельды ей видится Оронт, говорящий, что Господь услышал их молитвы: крестоносцы обретут силы в купели Силоамской (ария: In cielo benedetto / «На небеса благословенно, Джизельда, благодаря тебе попал я!»). Джизельда просыпается и поёт о своём чудесном видении (ария: Qual prodigio… Non fu sogno! / «То не сон был!»).
Scene 2: Стан ломбардцев
Крестоносцы и паломники в отчаянии: Господь оставил их в гибельной пустыне (O signore, dal tetto natio / «О Господи, с насиженных мест призвал ты нас»). Джизельда бросается к ним, возвещая об источнике воды. Весть вызывает всеобщее ликование, и Арвино уверяет крестоносцев, что теперь они освободят Иерусалим.
Scene 3: Палатка Арвино
Джизельда и Арвино вносят отшельника, умирающего от ран. Тот признаётся, что на самом деле он — Пагано, и на смертном одре просит у Арвино прощения за убийство отца. Арвино обнимает своего брата. Тот высказывает желание в последний раз увидеть Святой город. Вдали виден Иерусалим, и Пагано умирает, глядя на него, а крестоносцы возносят хвалу небу (Te lodiamo, gran Dio di vittoria / «Бог победы, Тебя прославляем»).